# Novanapis spinipes
Novanapis spinipes är en spindelart som först beskrevs av Raymond Robert Forster 1951.  Novanapis spinipes ingår i släktet Novanapis och familjen Anapidae. Inga underarter finns listade i Catalogue of Life.